# Carl Peter Hällström
Carl Peter Hällstöm, född 27 februari 1774 i Ilmola, Finland, död 13 mars 1836 i Stockholm, var en svensk kartograf. Han var bror till Gustaf Gabriel Hällström.
Hällström blev 1792 student vid Kungliga Akademien i Åbo och 1795 filosofie magister samt ingick därefter i Bergskollegium, där han 1797 blev geschworner. Ungefär samtidigt antogs han till informator i Samuel Gustaf Hermelins hus och fick av denne i uppdrag att insamla material och utföra mätningar för det stora kartverk över Sverige och Finland, som han förberedde.
Hällström utarbetade 1799–1818 en serie mönstergilla kartor över olika delar av riket. Sina till grund för dessa utförda ortbestämningar publicerade han dels i ett antal i Vetenskapsakademiens handlingar intagna uppsatser, Geographiska ortbestämningar (1804-15), dels i skrifterna Förteckning öfver orters geografiska bredd och längd i Vesterbottens höfdingedöme (1803) och Förteckning på orters geografiska bredd och längd i Sverige, bestämda genom astronomiska och chronometriska observationer (1818). Dessutom ritade han en stor mängd kartor till enskilda arbeten, bland annat Anders Fredrik Skjöldebrands "Voyage pittoresque au Cap Nord" och Vilhelm Fredrik Palmblads "Palæstina".
År 1801 övergick Hällström till Lantmäterikontoret, utnämndes 1809 till förman för sjökartearkivet och samtidigt utsågs till ledamot i strömrensningskommittén. I sistnämnda egenskap undersökte och avvägde han 1819–1831 nästan alla större vattendrag, strömmar och fall från Norrbotten ända till Skåne och Blekinge, uppgjorde planer och kostnadsförslag till sjösänkningar, strömrensningar, hamnbyggnader o.s.v. samt utförde triangelmätningar och hydrografiska undersökningar vid rikets kuster med mera. När strömrensningskommittén indrogs, förordnades Hällström, som 1826 erhållit överstelöjtnants rang, till chef för Norra kanaldistriktet (1827) samt befordrades 1830 till kontorschef för expeditionerna. År 1804 valdes Hällström till ledamot av Vetenskapsakademien, som 1841 lät slå en medalj över honom.

## Utmärkelser
- Riddare av Vasaorden[5]

[Redigera Wikidata]